# 니블러
니블러 경(Lord Nibbler)은 미국의 애니메이션 시리즈인 퓨처라마에 등장하는 등장인물이다. 니블러의 목소리는 프랭크 워커가 맡았으며, 그는 대화뿐만 아니라 영어가 아닌 여러 소음들도 맡아서 하고 있다. 시리즈에서 니블러의 은폐는 해롭지 않는 귀여우면서 머리 나쁜 애완동물이었다. 전 우주를 구해야 할 때, 니블러는 은폐에서 벗어나 여러 굉장한 기술과 천부적인 능력을 보여준다. 그리고 난 후에 기억을 지워버린다. 지구와 우주를 구하기 위해 프라이를 냉동시켜 버리는 장본인이다. Bender's Big Score에서 실수로 기억을 지우지 않았으나, 플래닛 익스프레스 사람들은 니블러가 귀엽기 때문에 그런 것을 무시하며 산다.

## 이름
니블러의 진짜 이름은 진짜 이름이 1조년 동안 밤낮을 말해야 될 정도이기 때문에 간단하게 니블러라고 부른다. Love's Labour Lost in Space에서 투랑가 릴라는 니블러를 곧 파괴될 버곤 6 행성에서 찾아서 애완동물로 삼고 니블러란 이름을 붙여줬다. 다른 니블로니언들과 있을 때 니블러는 "니블러 경"이라고 불리는데 이 이름은 이 일에 빠져든 인간들을 위해서 사용된다.

## 능력
니블러는 높은 지성을 가지고 있어 여러 언어를 할 수 있으나, 그의 본 언어가 이해하기 힘든 재잘거림이라, 텔레파시를 통해서 이야기하기도 한다. 대부분의 에피소드에서 니블러는 머리 나쁜 애완동물로 연기하나, 지구가 Brainspawn에 의해 공격을 받거나, 지구를 구하기 위해서는 연극을 그만둔다. 니블러가 임무를 마친 후에는 그의 세 번째 눈에서 빛을 반짝시켜 기억을 제거한다. 이것은 뇌에 다른 작용을 하게 되는데, 이걸 당하고 난 후 프라이는 몇 초 간 보라색을 맛본 것 같다고 말했다. 또한 3번째 눈은 열선을 발사하기도 하는데, 이것은 Bender's Big Score에 잘 나타나 있다. 글자 그대로 잡식성이라, 아무 것이나 다 먹지만 트림하면서 사슴뼈, 햄뼈처럼 자신이 못 먹는 것들이 나오기도 한다. 또한 수돗물을 마시게 되면, 수돗물의 염소가스를 트림으로 뱉어내게 된다.

### 암흑 물질
니블러의 배설물은 암흑물질로, 원래는 우주선의 연료이다. 암흑 물질은 매우 밀도가 높은 물질로, 1파운드당 무게가 4.5톤이 넘는다고 한다. 벤더와 1X 로봇만이 암흑 물질을 집어서 움직일수 있는 것으로 보여지나, Bender's Game에서 프라이가 짧은거리에 있는 우주선 연료보충구로 암흑물질을 집어넣는 모습이 잠깐 보이기도 하였다. The Why of Fry 에피소드에서, 니블러가 배설한 암흑물질을 들고 낑낑대었지만, 움직이지 않았다. 나중에 Bender's Game가 끝나면서 암흑물질은 쓰레기가 되어버리고 만다.

### 식성
그의 종족과 마찬가지로 니블러는 그보다 큰 양을 먹어치우는데, 예를 들어 플래닛 익스프레스 우주선 안에 가득 쌓아놓은 짐승들을 다 잡아먹는 일이 있다. 이렇게 많이 먹은 음식으로, 압축하여 암흑물질을 뱉어내는 것으로 보인다. 릴라는 니블러를 보고 귀여운 멈추지 않는 살상기계라고 부른다. 사람들이 먹는 음식 중에서는, 햄을 특별히 좋아한다. Bender's Big Score에서 그의 위가 다른 종류의 차원과 연결되었다는 것을 볼 수 있다.

## 종족들
니블러의 종족들은 이터니움 행성(우주의 정확한 중간에 위치해 있다)에 살고 있으며 니블로니언이라고 불린다. 릴라가 니블러를 부를 때, 니블러는 밖에서만 불리는 이름으로 대답한다. 그러나 Brainspawn이 출현하는 The Why of Fry 에피소드에서 이터니움은 감춰진 차원에 위치한 것으로 그려진다.
니블로니언에 따르면, 그들의 종족은 매우 오래되었고 강력하다고 한다. 왜냐하면 그들이 17살이 되던 해에 빅뱅이 일어났기 때문이라고 한다. 니블러와 마찬가지로 개개의 니블로니언들은 매우 오래 살며, 니블러는 최소 천 살 이상을 살았다. 그러나, 인간 수의사는 이빨의 성장고리를 보고, 니블러의 나이가 5살이라고 잘못 추정한다.